# واندا هاداره‌آن
واندا هاداره‌آن (به انگلیسی: Vanda Hădărean) ژیمناست زادهٔ ۳ مهٔ ۱۹۷۶ میلادی اهل کشور رومانی است.